# Retrogradazione dei nodi

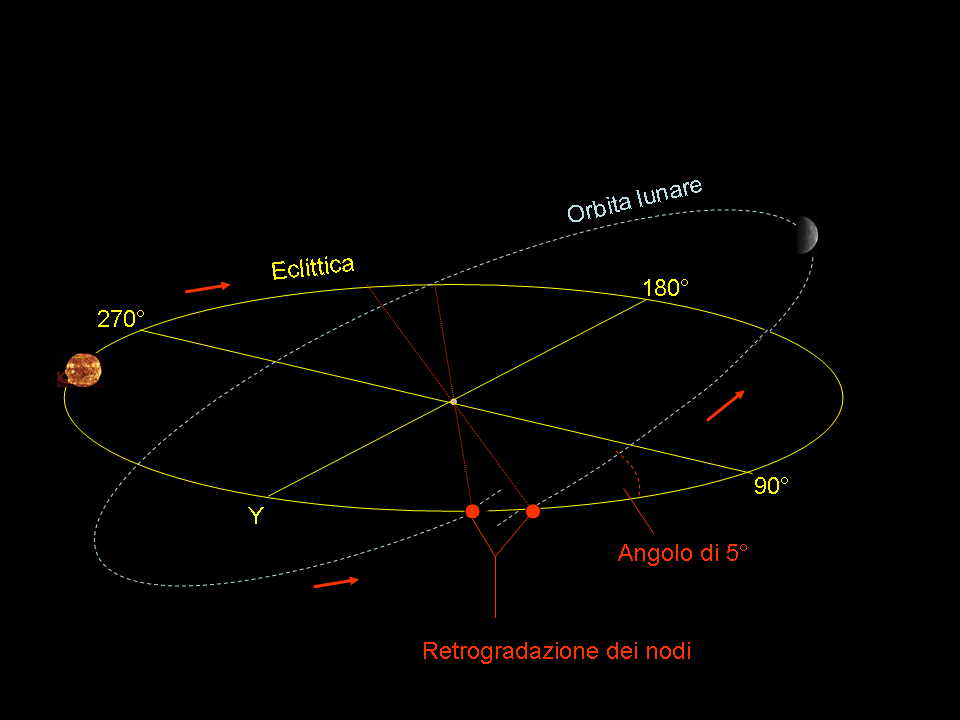
Schema semplificativo della retrogradazione dei nodi

 La retrogradazione dei nodi è il moto apparente che la linea dei nodi della Luna (cioè l'intersezione del piano dell'orbita lunare con l'eclittica, che è il piano orbitale della Terra) compie nel corso del tempo. Questo moto è retrogrado, cioè i nodi si spostano con un andamento che è di senso contrario rispetto a come la Luna si muove sull'orbita.
Come è noto il piano su cui giace il cerchio che percorre la Luna sulla volta celeste non giace esattamente sullo stesso piano in cui si trova l'eclittica ma se ne discosta di circa 5°, e per essere ben definito è necessario precisare le posizioni dei punti nodali.
Quello che si può osservare è che questo punto non è fisso e l'angolo di longitudine varia in senso negativo spostandosi di 19,33° all'anno con un periodo di 18,61 anni.
La causa della retrogradazione dei nodi è dovuta alle perturbazioni indotte dal Sole ed  al campo gravitazionale della Terra, cui vanno aggiunte sia le forze d'attrazione di Giove sia quelle, anche se in maniera minoritaria, degli altri pianeti.
La retrogradazione dei nodi non va confusa con il moto di precessione, in senso diretto con periodo di circa 9 anni, del perigeo e dell'apogeo dell'ellisse che forma l'orbita del nostro satellite.
A causa delle perturbazioni dovute alla retrogradazione dei nodi ed all'avanzamento del perigeo le eclissi si verificano ognuna in data diversa; se queste non esistessero, ogni passaggio del Sole in uno dei nodi, e quindi ogni eclisse, si verificherebbe negli stessi giorni.